# Indústria petrolífera no Irã

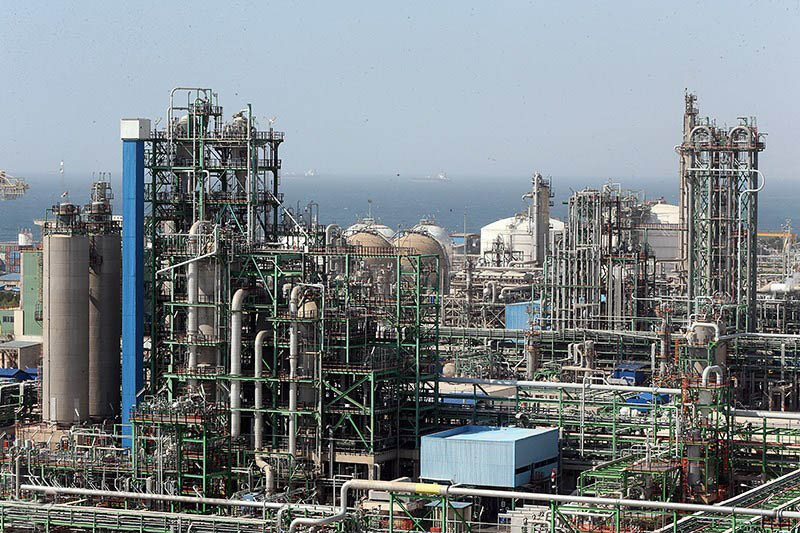
O Irã fabrica internamente 60–70% do seu equipamento industrial, incluindo várias turbinas, bombas, catalisadores, refinarias, petroleiros, plataformas de perfuração, plataformas offshore, torres, tubos e instrumentos de exploração.

Produção de petróleo no Irã, 1965–2019

O Irã é uma superpotência energética, principalmente devido à indústria petrolífera no Irã. Em 2004, o Irã produziu 5,1 por cento do petróleo bruto mundial (3.9 ,milhões de barris por dia), que gerou receitas de US$25 bilhões a US$ 30bilhões e foi a principal fonte de reservas do país. Nos níveis de produção de 2006, os lucros do petróleo representavam cerca de 18,7% do produto interno bruto (PIB). No entanto, a importância do setor de hidrocarbonetos para a economia do Irã tem sido muito maior. A indústria do petróleo e do gás tem sido o motor do crescimento econômico, afectando diretamente os projectos de desenvolvimento público, o orçamento anual do governo e a maioria das fontes de divisas.
Apesar das sanções contínuas, as exportações de petróleo do Irã aumentaram nos últimos anos. De acordo com a Administração de Informação de Energia dos EUA, o Irã exportou uma média de 1,4 milhões de barris por dia de petróleo bruto e condensado em 2023, aumentando para aproximadamente 1,5 milhões de barris por dia durante os primeiros oito meses de 2024. As exportações de produtos petrolíferos, incluindo gás liquefeito de petróleo, óleo combustível e diesel, ultrapassaram 1 milhão de barris por dia em 2023, ante cerca de 820.000 barris por dia em 2022. A China continuou a ser o maior importador de petróleo bruto iraniano, enquanto outros destinos de exportação incluíam a Síria, os Emirados Árabes Unidos e a Venezuela.

## Produção e reservas de petróleo

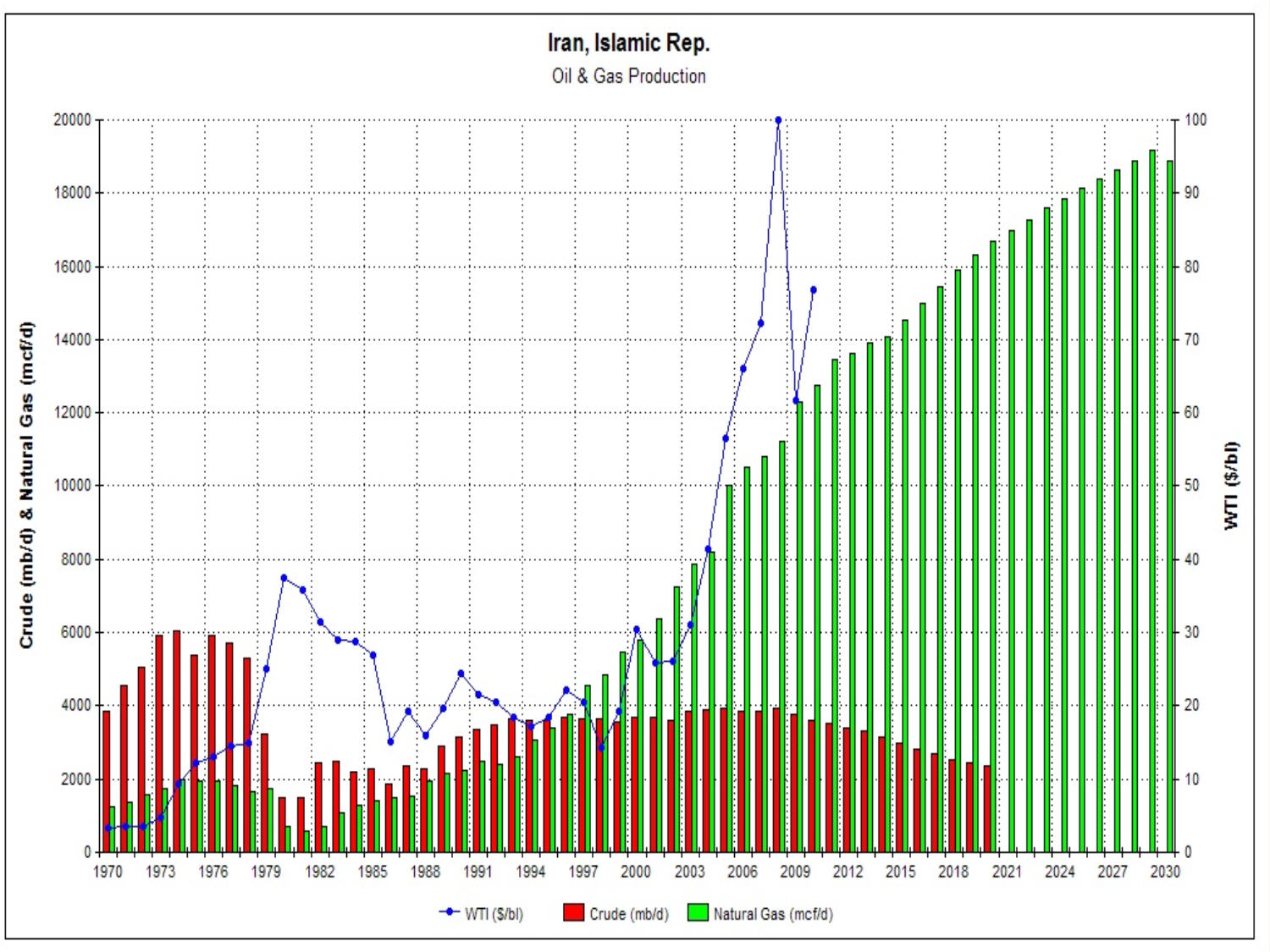
Produção de petróleo e gás do Irã, dados de 1970 a 2009, projeções de 2010 a 2030

A produção total de petróleo do Irã atingiu um pico em 1976. Em 1978, o Irã havia se tornado o segundo maior produtor e exportador de petróleo bruto da OPEP e o quarto maior produtor do mundo. Após um longo declínio na década de 1980, causado pela Guerra Iraque-Irã, pelas sanções econômicas e pela desativação de campos petrolíferos maduros, a produção de petróleo bruto começou a aumentar de forma constante em 1987. Em 2008, o Irã produziu 3.9 milhões de barris por dia (bpd) e exportou 2.4 milhões de barris por dia.

## Comércio de petróleo e derivados
Em 2006, as exportações de petróleo bruto totalizaram 2.5 milhões de barris por dia, ou cerca de 62,5% da produção de petróleo bruto do Irã. A direção das exportações de petróleo bruto mudou após a Revolução por causa do embargo comercial dos EUA ao Irã e da estratégia de marketing da NIOC. Inicialmente, a política de exportação de petróleo bruto pós-revolucionária do Irã baseava-se em requisitos de moeda estrangeira e na necessidade de preservação a longo prazo dos recursos naturais. Além disso, o governo expandiu o comércio de petróleo com outros países em desenvolvimento.

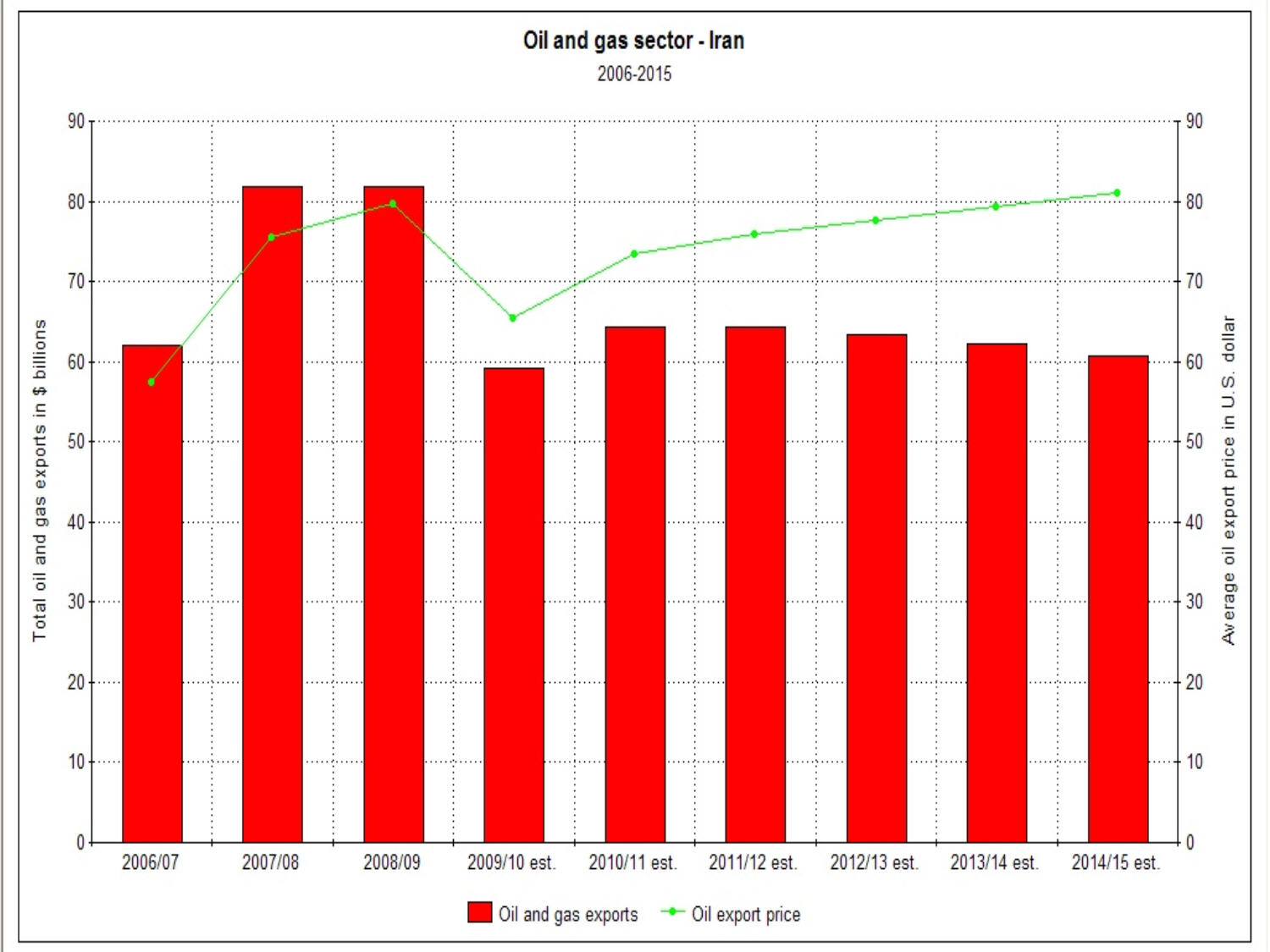
Receitas de petróleo e gás projetadas pelo Fundo Monetário Internacional para o Irã, de 2005 a 2015.
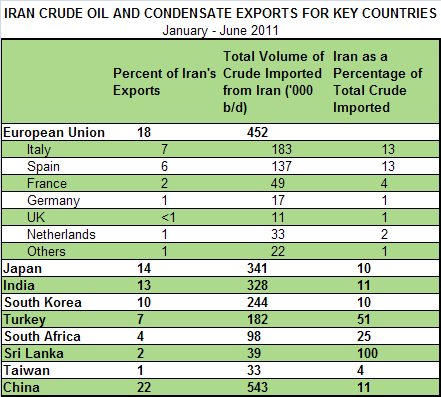
Exportações de petróleo bruto e condensado do Irã para países importantes em 2012.
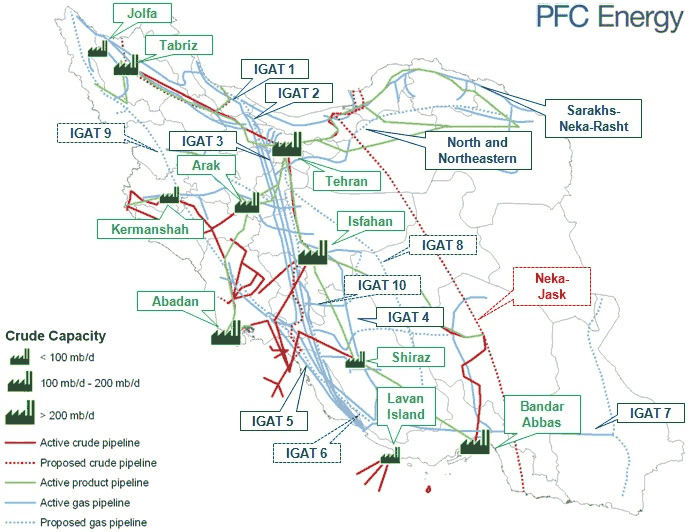
Oleodutos e gasodutos do Irã.

## Gás natural

Em 2010, o Irã detinha 10% das reservas comprovadas de petróleo e 15% de gás do mundo. É o segundo maior exportador da OPEP e o quarto maior produtor de petróleo do mundo.

Além do gás natural associado à exploração e extração de petróleo, estima-se que 62 por cento dos 32,3 biliões de metros cúbicos de reservas comprovadas de gás natural do Irã, em 2006, estivessem localizados em campos de gás natural independentes, uma quantidade apenas superada pela da Rússia. Em 2006, a produção anual atingiu 105 bilhões de metros cúbicos, com o crescimento mais rápido ocorrendo nos 15 anos anteriores. Em 2006, o gás natural representou cerca de 50 por cento do consumo doméstico de energia, em parte porque os preços do gás doméstico eram fortemente subsidiados. A produção de gás natural atingiu 700 milhões de metros cúbicos/dia até 2012 e 900 milhões de metros cúbicos/dia até 2015.